# John Chilembwe
El reverendo John Chilembwe (1871 – 3 de febrero de 1915) fue un pastor y educador bautista, quién recibió su formación ministerial en los Estados Unidos, retornando a Nyasalandia en 1901. Fue una figura inicial en la resistencia en contra del colonialismo en Nyasalandia (actual Malaui), oponiéndose tanto al denigrante trato de los trabajadores africanos en las plantaciones controladas por los europeos, como el fracaso del gobierno colonial en promover el avance político y social de los africanos. Poco después del estallido de la Primera Guerra Mundial, Chilembwe organizó una fallida insurrección contra el mandato colonial. Actualmente, es considerado como un héroe de la independencia de Malaui, y su día se celebra anualmente cada 15 de enero en ese país.

## Primeros años
Es muy escasa la información sobre la fecha de nacimiento de Chilembwe y su familia. Un panfleto estadounidense de 1914, reveló que John Chilembwe nació en Sangano, distrito de Chiradzulu, en el sur de lo que pasaría a ser Nyasalandia, en junio de 1871. Joseph Booth también declaró que el padre de Chilembwe era un WaYao y su madre una esclava Mang'anja, capturada tiempos de guerra. Esta información fue contemporánea; en los años noventa, la nieta de John Chilembwe, declaró que el padre de este se llamaba Kaundama, y fue uno de los que se establecieron en Mangoche Hill durante la incursión de los WaYao en el territorio Mang'anja, y que su madre se llamaba Nyangu: su probable nombre pre-bautismal era Nkologo. Sin embargo, otras fuentes también muy recientes dan diferentes nombres a sus padres. Chilembwe asistió a una misión de la Iglesia de Escocia alrededor de 1890.

### Influencia de Joseph Booth
En 1892, se convirtió en sirviente de Joseph Booth, un misionero radical e independiente. Booth había llegado a África en 1892 como pastor bautista, siendo parte de una campaña misionera en Zambezi, cerca de Blantyre. Booth fue muy crítico de la reticencia de los misioneros escoceses presbiterianos en admitir africanos en su iglesia, por lo que posteriormente fundó 7 misiones independientes en Nyasalandia, como la Misión Industrial Zambezi, cuyo principal objetivo era la igualdad de todos los feligreses. En la residencia de Booth y en las zonas en donde Booth realizó misiones religiosas, Chilembwe comenzó a familiarizarse con las ideas religiosas radicales de Booth, y en los sentimientos de igualdad entre individuos.
Booth dejó Nyasalandia con Chilembwe en 1897; volvió a la colonia en 1899, pero se fue de manera definitiva en 1902, a pesar de que mantuvo su red de correspondencia con Chilembwe. En 1906, Booth estuvo fuertemente influenciado por el milenarismo, pero el grado de influencia que tuvo esta doctrina sobre Chilembwe posterior 1902, o la influencia de las creencias milenarias hacia este aun son objeto de debate, a pesar de que Booth fuese la principal influencia de Elliot Kenan Kamwana, el primer líder de los partidarios de la Atalaya de Charles Taze Russell en Nyasalandia.

### Educación en los Estados Unidos, influencias y las Iglesias Instituidas de África
En 1897, Booth y Chilembwe viajó a los Estados Unidos. Debido a las dificultades que ambos tuvieron que afrontar en el viaje a aquel país, Booth hizo que Chilembwe conociera al reverendo e Lewis G. Gordon, secretario de las misiones extranjeras de la Convención Nacional Bautista, quién arregló para que este último pudiera asistir a la Universidad y Seminario Teológico de Virginia, (actual Universidad de Lynchburg, Virginia), una pequeña institución bautista en Lynchburg, Virginia donde se tiene la mediana seguridad de que haya estudiado la historia de los afroamericanos. El director era un afroamericano de militancia independiente, por lo que Gregory Hayes y Chilembwe experimentaron el prejuicio contemporáneo hacia la gente negra y se expusieron ante las ideas radicales y a los escritos de John Brown, Booker T. Washington, Frederick Douglass y otros escritores. Fue ordenado como ministro bautista en Lynchburg, en 1899. Después de completar sus estudios en Lynchburg en 1900, regresó a Nyasalandia en 1900, con la bendición de la Junta de Misiones Extranjeras y con la ayuda financiera de la Convención Nacional Bautista.
Durante los primeros 12 años de su ministerio y después de su regreso a Nyasalandia, Chilembwe alentó el respeto y superación de los africanos por medio de la educación, el trabajo duro y la responsabilidad personal, tal como lo estipulaba Booker T. Washington. Sus actividades fueron inicialmente apoyadas por los misioneros blancos protestantes, a pesar de que sus relaciones con las misiones católicas siempre fueron inestables. Posterior a 1912, Chilembwe desarrolló contactos más cercanos con las iglesias instituidas locales, incluyendo a las congregaciones bautistas del séptimo día e iglesias de cristo, con el objetivo de unir algunas o todas estas iglesias africanos, con su propia congregación en el centro. Algunos de las congregaciones de Chilembwe poseían seguidores de la Atalaya y este mantuvo contactos con Elliot Kamwana, pero la influencia de las creencias milenarias en él, es minimizada por la mayoría de los escritores, a excepción de los Lindens. A pesar de que la inmensa mayoría de quienes fueron condenados a muerte o a cadena perpetua eran miembros de la iglesia Chilembwe, unos cuanto otros miembros de las iglesias cristianas en Zomba, también fueron declarados culpables.

## Regreso a Nyasalandia y campaña misionera
En 1900, Chilembwe regresó a Nyasalandia, en la que afirmó en sus propias palabras, "para trabajar entre su raza ignorante". Respaldado financieramente por la Convención Nacional Bautista de América, y bajo el aporte de dos asistentes bautistas estadounidense hasta 1906, Chilembwe comenzó su Misión de la Providencia Industrial (P.I.M.) en el distrito de Chiradzulu. En su primera década, la misión se desarrolló lentamente, asistida por pequeñas donaciones regulares de sus fieles estadounidenses, y Chilembwe fundó varias escuelas, de las que en 1912 ya tenía 1.000 estudiantes y 800 estudiantes adultos.
Predicó los valores del trabajo duro, el respeto por sí mismo y la autoayuda a su congregación y, aunque ya en 1905 utilizó la posición de la iglesia para deplorar la condición de los africanos en el protectorado, evitó inicialmente las críticas específicas al gobierno que podrían considerarse subversivos. Sin embargo, entre 1912 o 1913, Chilembwe se había convertido en un crítico políticamente militante y abiertamente contestatario sobre el estado de los derechos africanos sobre la tierra en Shire Highlands y de las condiciones que estaban sometidos los inquilinos que trabajaban allí, particularmente en el A. L. Bruce Estates.
También se afirmaba de que Chilembwe predicaba una forma de milenarismo y que esto pudo haber influido en su decisión de iniciar una revuelta armada en 1915. Existe muy poca evidencia directa de lo que Chilembwe predicaba, aunque al menos en su primera década en Nyasalandia, su principal mensaje era el avance africano a través del cristianismo y el trabajo duro. La evidencia de que interpretaba sus pensamientos milenarios está registrado desde 1914 hacia adelante, cuándo comenzó a bautizar a muchos miembros nuevos de la iglesia sin recibir primero la instrucción, como suele ser en la práctica bautista normal. Aunque esta evidencia es ambigua, y las actividades de Chilembwe han estado más estrechamente relacionados al movimiento etiópe de las iglesias africanas que se separaron, a menudo con el respaldo de afroamericanos, y desde los más ortodoxos pero controlados por los europeos presbiterianos, bautistas, metodistas u otras denominaciones, que están bajo la influencia de grupos abiertamente milenarios como los adventistas del séptimo día.

### Descontento ante la Colonia
En las Shire Highlands, la parte más densamente poblada del protectorado, las fincas europeas ocupaban aproximadamente 867 000 acres, o cerca de 350 000 hectáreas, casi la mitad del terreno poseía la mejor tierra cultivable. Relativamente poco africanos locales permanecieron en las haciendas cuando lo propietarios europeos introdujeron rentas laborales, prefiriendo establecerse en las Tierras de la Corona, donde la ley consuetudinaria les permitía utilizar (a veces en áreas superpobladas) tierras que les pertenecían a la comunidad, o para convertirse en trabajadores emigrantes. Sin embargo, las plantaciones con grandes extensiones de tierra pero con una mano de obra limitada, pudo involucrar a los migrantes de Mozambique (quienes no tenían derecho en utilizar tierras comunitarias) en períodos en que los africanos Nyasalandia consideraban inaceptables. Estos se apodaron "Anguru", un término conveniente empleado por los europeos para describir a una serie de diferentes pueblos, quienes en su mayoría hablaban lenguas makua, y a menudo la lengua lomwe, que a su vez utiliza de origen en Mozambique. Dejaron Mozambique en cantidades significativas desde 1899 cuándo se introdujo un nuevo código de trabajo duro, y especialmente entre 1912 y 1913 después de una hambruna de Mozambique en 1912. En 1912, la Colonial Office británica los describió que al trabajar con sueldos deplorables como “un registro para cualquier asentamiento en África”. Muchos de los condenados después de la rebelión fueron identificados como "Anguru".
Las condiciones de las fincas en la que los "Anguru" se convirtieron en inquilinos eran generalmente pobres, y los africanos tanto de las fincas como de las Tierras de la Corona fueron sometidos a un aumento en los impuestos de la cabaña en 1912, a pesar de la escasez de alimentos. la Misión de la Providencia Industrial de Chilembwe estaba situada en un territorio controlado por A. L. Bruce Estates, nombrado en honor a un yerno de David Livingstone. Desde 1906, A. L. Bruce Estates comenzó a desarrollar y plantar una variedad resistente de algodón adecuada para las Shire Highlands. El algodón requirió trabajo intensivo durante su período de crecimiento, y el administrador de la finca William Jervis Livingstone (considerado como un pariente lejano de David Livingstone) se aseguró de que sus 5 000 estuvieran disponibles durante sus 5 o 6 meses para explotar las obligaciones del sistema de tenencia laboral llamado thangata, recibiendo un pésimo salario y por coacción a menudo violenta. Alexander Livingstone Bruce, quién controlaba las operaciones del A. L. Bruce Estates, ordenó a Livingstone que no permitiera de ninguna manera que se realizaran labores misioneras o que se abrieran escuelas en Bruce Estates, aunque la compañía proporcionó tratamiento médico y hospitalario gratuito a sus trabajadores.
Alexander Livingstone Bruce mantenía el pensamiento de que un africano educado no tenía cabida en la sociedades coloniales, por lo que se opuso a la educación de estos. También registró su disgusto personal hacia Chilembwe como un africano educado, y consideraba que todas las iglesias controladas por africanos eran centros de agitación, y prohibió que se instalara una de estas en sus terrenos. A pesar de que esta prohibición se aplicó a todas las misiones, la perteneciente a Chilembwe era la más cercana; se convirtió en un foco natural para la agitación africana, y Chilembwe se convirtió en el vocero de los inquilinos residentes en Bruce Etates. Chilembwe provocó una confrontación construyendo iglesias dentro de la finca, de las que Livingstone ordenó incendiarlas, ya que las consideraba como centros de agitación contra la administración y porque exigían potentes demandas sobre la petición de terrenos.

### Reacción al sistema colonial
Chilembwe se mostró enfadado ante la negativa de Livingstone en aceptar el valor de los pueblos africanos, y también frustrado ante la negativa de las colonias y del gobierno en proporcionar oportunidades adecuadas o una voz política para los "nuevos hombres" africanos, quién había sido educados por los presbiterianos y otras misiones en Nyasalandia o en algunos casos habían recibido una educación más avanzada en el extranjero. Varios de estos sujetos se convirtieron en los tenientes de Chilmbwe durante la rebelión.
A pesar de que en su primera década en P.I.M., Chilembwe había obtenido un éxito razonable, en los cinco años antes de su muerte afronte una serie de problemas en la misión y en su vida personal. Desde a mediados de 1910, incurrió a varias deudas en un momento en el que los gastos de la misión iba en ascenso y las contribuciones por parte de fieles estadounidenses iba en picada. Sus ataques de asma, la muerte de su hija, sus problemas de la vista, y su deterioro en su salud, pudo haber profundizado en su sentido de alienación y desesperación.

## Contexto de la Revuelta de 1915
Las fuentes citadas anteriormente coinciden en que, después de 1912 o 1913, la serie de problemas sociales y personales mencionadas hizo que aumentara el resentimiento de Chilembwe hacia los europeos en Nyasalandia, y esto lo condujo hacia pensamientos de encabezar una revuelta. Sin embargo, el estallido y consecuencias de la Primera Guerra Mundial fue un factor clave para que los pensamientos revolucionarios pasaran a la acción, en la que Chilemmbwe creía que era su destino liderar y conducir la liberación de su pueblo. En el transcurso de esta guerra, cerca de 19 000 africanos sirvieron en los Rifles Africanos del Rey y otros 200 000 africanos fueron obligados a ser portadores en períodos variables, mayoritariamente en la Campaña de África Oriental, en donde combatieron contra los alemanes en Tanganica, pero la propagación de enfermedades causó numerosas bajas. Una de las primeras campañas, que fue la invasión alemana de Nyasalandia y la posterior batalla en Karonga en 1914, provocó que Chilembwe escribiera una apasionada carta antibelicista en el periódico "Nyasaland Times", diciendo que varios de sus compatriotas, "ya habían derramado su sangre", mientras que otros quedaron "discapacitados de por vida" e "invitados a morir por una causa que no les incumbe". El corresponsal de guerra se negó a publicar aquella carta, y para diciembre de 1914, Chilembwe comenzó a estar bajo sospecha de las autoridades coloniales.
El Gobernador decidió deportar a Chilembwe y a varios de sus seguidores, y se acercaron al gobierno de Mauricio para que pudieran recibir a los deportados, días antes de que estallara la revuelta. La censura de la carta de Chilembwe pudo haber sido el gatillo que condujo a la verdadera conspiración. Comenzó a organizar una rebelión, reuniendo a un pequeño grupo de africanos educados de la Misión de Blantyre, escuelas independientes, iglesias separatistas africanas de Shire Highlands y del distrito de Ncheu, como sus lugartenientes. En una serie de reuniones realizadas en diciembre de 1914 y a comienzos de enero de 1915, Chilembwe y sus principales partidarios intentaron atacar al dominio británico, y si era posible, formar un nuevo gobierno. Sin embargo, es posible que se haya percatado de su deportación intencionada, y se vio obligado a adelantar la fecha de la revuelta, haciendo que las perspectivas de su éxito fueron menos probables, y convirtiéndolo en un gesto simbólico de protesta. Cuándo declaró la fecha del alzamiento en Shire Highlands, Chilembwe fue incapaz de garantizar que hubiese un coordinación sólida en la revuelta planificada en el distrito de Ncheu, por lo que tuvo a abortar la operación. El fracaso en el distrito de Ncheu también se puede relacionarse con el pacifismo de los seguidores bautistas del séptimo día y de la Atalaya, quienes se esperaba de que fueran parte de la rebelión.

## Revueltas de 1915 y muerte
Los objetivos de la rebelión aún son inciertos, en parte porque Chilembwe y muchos de sus principales seguidores fueron asesinados, y también porque muchos documentos fueron destruidos por un incendio en 1919. Aun así, el uso del tema "África para los Africanos" sugiere que las razones fueron más políticas que de carácter únicamente religioso (bajo la influencia pura de los milenarios). Se dice que Chilembwe estableció paralelismo entre su ascenso y el de John Brown, y declaró su deseo de "dar un golpe y morir" inmediatamente antes de que comenzara la rebelión. Sin embargo, esto se basa en las declaraciones de George Simeon Mwase, quién estuvo ausente de Nyasalandia en 1915, y redactó los acontecimientos de estos 17 años después. Mwase afirmó que Chilembwe dijo la frase "dar un golpe y morir" varias veces, pero no está registrado en otra fuente, y entra en conflicto con el transcurso real de la rebelión, en donde gran parte de los líderes escogidos permanecieron en sus hogares y muchos otros seguidores escaparon apenas vieron la presencia del ejército colonial.
La primera parte del plan de Chilembwe era atacar los centros europeos en Shire Highlands durante la noche del 23 y 24 de enero de 1915, para obtener armas y municiones, y la segunda parte del plan era invadir las fincas europeas, en la misma área de forma simultánea. Gran parte del ejército de 200 hombres de Chilembwe pertenecían a las congregaciones del P.I.M en Chiradzulu y Mlanje, con cierto apoyo de otras iglesias africanas independientes en Shire Highlands. En la tercera parte del plan, las fuerzas rebeldes de Ncheu conformadas por los bautistas del séptimo día locales, iban a trasladarse hacia al sur para unirse a las fuerzas de Chilembwe. Esperaba de que los africanos descontentos con el mandato colonial, los familiares de quienes murieron en la guerra y otros se unieran a la causa, mientras este avanzaba en el proceso revolucionario. Es incierto si Chilembwe tuvo planes definitivos en caso de que la rebelión fracasada; algunos sugieren que pretendía buscar una muerte simbólica, mientras que otros afirman de que planeaba huir hacia Mozambique. La primera y tercera parte del plan fracasaron en casi su totalidad: algunos de sus tenientes no llevaron a cabo sus ataques, por lo que se obtuvieron tan pocas armas, ni tampoco lograron formar el grupo en Ncheu, ni lograron trasladarse hacia el sur, y por último, no lograron obtener el apoyo masivo que esperaban.
El ataque hacia las fincas europeas fueron en gran parte hacia una de Bruce Etates, en donde asesinaron y decapitaron a William Jervis Livingstone y a otros dos empleados de la fina. Tres hombres africanos también fueron asesinados por los rebeldes; una campaña misionera fue incendiada, hirieron de gravedad a uno de los misioneros y una niña africana falleció en medio del incendio. Aparte de la niña, todo los fallecidos y heridos eran hombres, debido a que Chilembwe había ordenado a sus hombres que no debían hacerle daño a las mujeres. El domingo 24 del enero, Chilembwe realizó un servicio en la Iglesia del P.I.M luego de ensartar la cabeza de Livingstone en un poste, pero para el 26 de enero, se había dado cuenta de que la rebelión no logró obtener apoyo popular. Después de evitar varios intentos de captura e intentaba aparentemente huir hacia Mozambique, fue encontrado y asesinado el 3 de febrero de 1915.

## Consecuencias de la Revuelta
Gran parte de los principales seguidores de Chilembwe y otros participantes de la rebelión, fueron ejecutados de forma sumaria bajo la ley marcial, poco después de haber fracasado la rebelión. El número total de fallecidos es desconocido, porque las ejecuciones extrajudiciales fueron llevadas a cabo por miembros de la Reserva Voluntaria de Nyasalandia.
Se creó una Comisión Investigadora sobre la rebelión de Chilmbwe y, en sus audiencias en 1915, los dueños de plantaciones europeas culparon a las actividades misioneras, mientras que estos enfatizaron los peligros de la enseñanza y predicación de las iglesias africanas independientes lideradas por Chilembwe. Varios africanos dieron evidencia de los malos tratos que recibían los empleados de las plantaciones, pero fueron ignorados en su inmensa mayoría. La Comisión necesitaba encontrar las causas de la rebelión y culpó a Chilembwe por su mezcla de enseñanza política y religiosa, pero también por las condiciones insatisfactorias en el A L Bruce Estates y el duro trato que mostraba W J Livingstone en la administración de la finca. La Comisión escuchó que las condiciones impuestas por A L Bruce Estates eran ilegales y opresibas, incluyendo el pésimo salario a sus empleados por medio de especias (y no en efectivo), el trabajo excesivo de los inquilinos, el no registrar el trabajo que hacían, y los azotes y golpes que recibían los trabajadores e inquilinos. Los abusos fueron confirmados por los trabajadores de Magomero y los inquilinos cuestionados por la Comisión en 1915.
Se consideró a Livingstones como el único responsable de las condiciones insatisfactorias, y el director residente del A L Bruce Estates, Alexander Livingstone Bruce, quién tenía el control absoluto de las políticas de la finca y consideraba que los africanos educados no tenían cabida en la sociedad africana, escapó a la censura. El concepto que la única relación apropiada entre europeos y africanos era la de maestro y sirviente dentro de la sociedad colonial, dirigida por los terratenientes. Este concepto pudo haber sido el por qué Chilembwe pretendía combatir con sus escuelas y esquemas de autoayuda, y finalmente, por qué decidió recurrir a la violencia, aunque también es visto como un punto de vista alternativo.

## Independencia de Nyasalandia y legado

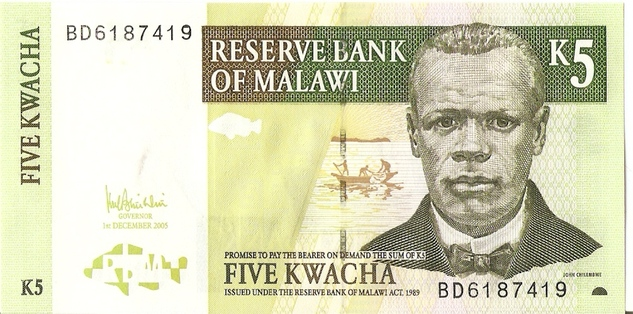
Billete de 5 kuachas, 2005

Nyasalandia obtuvo su independencia en 1964, cambiando de nombre a Malaui. El rostro de Chilembwe aparecía en anverso de todos los billetes de kuacha malauí de 1997 hasta mayo de 2012, cuándo se publicaron nuevos billetes; sólo el billete de 500 kuachas mantiene su rostro. Desde diciembre de 2016, se volvió a introducir su rostro en el billete de 2000 kuachas. Cada 15 de enero, se celebra el Día de John Chilembwe.[cita requerida]